# Jeux-lès-Bard
Jeux-lès-Bard è un comune francese di 54 abitanti situato nel dipartimento della Côte-d'Or nella regione della Borgogna-Franca Contea.

## Società

### Evoluzione demografica
Abitanti censiti